# Phillip Island
Phillip Island és una illa australiana localitzada a 140 km de Melbourne (Victòria). Anomenada així en honor del primer governador de Nova Gal·les del Sud, Arthur Phillip, Phillip Island forma un escullera natural per a les aigües superficials de Western Port.
L'illa ocupa una extensió de 10.000 hectàrees. Mesura 26 quilòmetres de llarg i 9 km al punt més ample. Posseeix 97 km de línia de costa i forma part del Bass Coast Shire.

## Esport de motor
Phillip Island és un punt d'inflexió en la història de les carreres a Austràlia. Un circuit traçat sobre els carrers de l'illa es va usar per a l'original Gran Premi d'Austràlia el 1928 i va continuar fins al de 1935. El 1951, es va construir el Circuit de Phillip Island, inaugurat el 1956.
Aquest circuit es va clausurar a final de la dècada de 1970 però va ser redissenyat i reobert el 1989 per a albergar el Gran Premi d'Austràlia de motociclisme. Avui dia continua celebrant-s'hi, igual que el  Mundial de Superbikes, V8 Supercars i el Campionat de pilots australians.